# Пелехин, Пётр Павлович
Пётр Павлович Пелехин (1789, Киевская губерния — 22 сентября 1871, Киев) — русский учёный-медик, хирург, доктор медицины, педагог, профессор Императорской Военно-медицинской академии, статский советник.

## Биография
Родился в семье бедного священника. До 1811 года воспитывался в Киевской Духовной Академии. Был оставлен в ней учителем грамматических классов и преподавателем немецкого, французского и древнееврейского языков и церковной истории. В 1820 Пелехин вышел в отставку, и в сентябре того же года поступил волонтером в Императорскую Медико-хирургическую Академию.
В 1824 году окончил курс по первому разряду, а академическая Конференция наградила его золотой медалью, оставила для исполнения должности адъюнкт-профессора физиологии и патологии и в 1825 году избрала в числе 4-х лекарей, отправляемых за границу. П. Пелехин, бывший одним из беднейших вольнослушателей Академии, взял на себя обязательство отслужить в военном ведомстве несколько лет в качестве казеннокоштного воспитанника Академии.
Пелехин отправился за границу. Стажировку проходил в университетах и медицинских учреждениях в Лемберге, Кракове, Вене, слушал лекции по фармакологии, токсикологии, гигиене и терапии. Из Вены он отправился в университеты Берлина, затем — в Бреславль и Париж.
В 1827 году он был избран почётным членом Иенского минералогического общества. В 1828 Пелехин продолжил научное совершенствование в Лондоне, где был избран почётным членом Королевского Дженнеровского общества (Royal Jennerian Society), затем сдал в Эдинбургском университете экзамены на звание хирурга, там же представил диссертацию «De neurosibus in genere», защитив которую получил степень доктора медицины и был избран членом Королевского физического эдинбургского общества.
Летом 1829 побывал в университетах Голландии, затем снова слушал лекции в Париже. В этот период времени Пелехин был избран членом многих заграничных медицинских обществ: корреспондентом Медико-хирургического общества в Берлине, корреспондентом Бреславского общества для отечественного усовершенствования (1829) и членом Медико-хирургического общества в Лондоне (1830) и др.
В 1829 году Пелехин вернулся в Россию и был назначен исправляющим должность адъюнкт-профессора окулистики и ему была предоставлена небольшая глазная клиника. В том же году он выдержал докторские экзамены и получил от Медико-хирургической Академии звание доктора медицины без диссертации, «honoris causa». В августе 1830 , после прочтения лекции «de amaurosibus» (на латинском языке) и другой пробной лекции «об искусственном зрачке» (на русском языке), он был утвержден в звании адъюнкт-профессора, но был вынужден покинуть Академию на несколько лет.
В связи с эпидемией холеры Пелехин был назначен членом комиссии по изучению и прекращения этой эпидемии, послан в Саратов, а затем в Астрахань, где пробыл три года. В 1831 году сам заразился жестокой формой холеры, от которой едва не умер.
В 1834 Пелехин был командирован в Лондон на один год для изучения камнедробления (Литотрипсии) по способу Гертлу и других вопросов.
После возвращения на родину стал профессором судебной медицины, медицинской полиции и гигиены, ему было поручено принять кафедру. В 1839 присвоил П. Пелехину степень доктора хирургии. В 1840—1841 читал лекции по офтальмологии. В том же году он был утвержден в звании заслуженного профессора, а в 1846 вышел в отставку с чином статского советника.
Оставив академию, вернулся на родину в Киев. С 1849 преподавал медицину в Киевской Духовной Академии, оставался в этой должности до 1870 г. и умер 22 сентября 1871 г. на 83-м году жизни.

## Научная деятельность
Внес большой вклад в развитие судебно-медицинской токсикологии. Пелехин был одним из первых русских ученых, оценивших по достоинству экспериментальную постановку преподавания врачебных наук и считал безусловно необходимым полное практическое ознакомление студентов с читаемыми им научными предметами.
П. П. Пелехин был одним из замечательных лингвистов своего времени, а современники свидетельствуют о его замечательном красноречии: проф. Буш даже называл его «академическим Цицероном»; поэтому конференция Академии постоянно поручала ему произносить публичные и приветственные речи. В то же время он был одним из самых образованных людей своего времени и обладал замечательной эрудицией. Часть собранной им значительной библиотеки, в частности, сочинения по судебной медицине и окулистике, была в 1874 г. пожертвована Meдико-хирургической Академии его сыном, профессором Павлом Пелехиным.

## Избранные научные труды
- De neurosibus in genere. Diss d. m. Edinburghii. 1829. 8°;
- Oratio jubilaea quam ord. prof. Petrus Pelechin secundum die hovembris 1836 anno in conventu amplissimorum virorum publice peroravit.